# Willy Rampf
Willy Rampf (Maria Thalheim, 20 de junio de 1953) es un ingeniero de automovilismo alemán. Fue el director técnico del equipo BMW Sauber, que se convirtió posteriormente en Sauber F1 Team. Actualmente trabaja para Volkswagen Motorsport.

## Biografía
Licenciado en ingeniería por la Universidad de Múnich, comenzó trabajando en el año 1979 como ingeniero de desarrollo de BMW. En 1989, Willy trabajó para BMW en Sudáfrica, donde descubrió la ingeniería en el mundo de la Fórmula 1.

### Sauber F1
Willy Rampf estuvo con el equipo Sauber, donde hizo su debut en la Fórmula 1 en el Gran Premio de Sudáfrica de 1993 y medio año más tarde firmó su primer contrato con la escudería, pasando a ser ingeniero de carrera.
En su paso por Sauber fue ingeniero de Heinz-Harald Frentzen durante 3 años. Durante la Temporada 1997 de Fórmula 1 trabajó para los pilotos Nicola Larini, Norberto Fontana y Gianni Morbidelli.

### Rally Dakar (BMW)
Al final de la temporada del año 1997, Willy Rampf regresó a BMW, donde dirigió el proyecto de la moto para el Rally Dakar. Trabajando para el piloto de motociclismo Richard Sainct, que consiguió ganar la temporada.

### Director Técnico (F1)
A finales del año 1999, Rampf regresó a Sauber F1 Team, donde se convirtió en el nuevo director técnico de la escudería el día 1 de abril del año 2000.
Ya con la escudería siendo propiedad de BMW (BMW Sauber), Rampf diseñó el BMW Sauber F1.08 que logró la victoria en el Gran Premio de Canadá de 2008.
A principios del año 2010, Rampf dejó su cargo como director técnico de Sauber, siendo sustituido por el ingeniero James Key.